# Colenso, KwaZulu-Natal
Colenso är en ort i KwaZulu-Natal, tidigare i brittisk-sydafrikanska kolonien Natal.
Orten är belägen vid järnvägen Port Natal-Ladysmith och är bekant genom den brittiske generalen Bullers nederlag 15 december 1899 under det andra boerkriget. Den fick sitt namn efter biskop John Colenso.